# Steve Brodie (acteur)
Pour les articles homonymes, voir John Stevens, Stevens, Steve Brodie et Brodie.
Steve Brodie, né John Stevenson ou John Stevens le 21 novembre 1919 à El Dorado, Kansas, et mort le 9 janvier 1992 à West Hills, en Californie, est un acteur américain.

## Filmographie partielle

### Cinéma
- 1945 : This Man's Navy de William A. Wellman
- 1946 : Détectives du Far West (Sunset Pass), de William Berke
- 1946 : La Ville des sans-loi (Badman's Territory) de Tim Whelan
- 1947 : Desperate, d'Anthony Mann
- 1947 : Pendez-moi haut et court (Out of the Past), de Jacques Tourneur
- 1947 : Feux croisés (Crossfire), d'Edward Dmytryk
- 1948 : La Cité de la peur (Station West), de Sidney Lanfield
- 1948 : Bodyguard de Richard Fleischer
- 1948 : La Demeure des braves (Home of the Brave), de Mark Robson
- 1950 : Le Fauve en liberté (Kiss Tomorrow Goodbye) de Gordon Douglas
- 1950 : Winchester '73, d'Anthony Mann
- 1950 : Armored Car Robbery, de Richard Fleischer
- 1951 : M, de Joseph Losey
- 1951 : J'ai vécu l'enfer de Corée (The Steel Helmet), de Samuel Fuller
- 1952 : The Story of Will Rogers de Michael Curtiz
- 1952 : La Femme au masque de fer (The Lady in the Iron Mask) de Ralph Murphy
- 1953 : Le Monstre des temps perdus (The Beast from 20,000 Fathoms), d'Eugène Lourié
- 1953 : Donovan's Brain, de Felix E. Feist
- 1953 : La Mer des bateaux perdus (Sea of Lost Ships), de Joseph Kane
- 1954 : Je suis un aventurier (The Far Country), d'Anthony Mann
- 1954 : Ouragan sur le Caine (The Caine Mutiny), d'Edward Dmytryk
- 1958 : Spy in the Sky! de W. Lee Wilder
- 1961 : Sous le ciel bleu de Hawaï (Blue Hawaii), de Norman Taurog
- 1962 : Citoyen de nulle part (A Girl Named Tamiko) de John Sturges
- 1964 : L'Homme à tout faire (Roustabout), de John Rich

### Télévision
- 1958-1959 : Au nom de la loi (Wanted Dead or Alive) (série TV) Saison 1 épisode 8 : Chester Miller (Penfold Crane)
- 1959 : Au nom de la loi (Wanted Dead or Alive) (série TV) Saison 2 épisode 1 (Le petit joueur (Montana Kid)): Johnny Deuce